# Milan van Baal
Milan van Baal (Teteringen, 9 maart 1993) is een Nederlands voormalig hockeyer. 
In het seizoen 2020-2021 werd Van Baal, een aanvaller, overgenomen van Zwart-Wit. Daarvoor speelde hij bij Oranje-Rood, Den Bosch en Push.

## Oranje
Van Baal maakte zijn debuut bij het Nederlands elftal op 2 februari 2017 in Zuid-Afrika en scoorde tijdens deze oefeninterland twee keer. Van Baal kwam anderhalf jaar uit voor Oranje. 